# Halongonan (plaats)
Halongonan is een bestuurslaag in het regentschap Padang Lawas Utara van de provincie Noord-Sumatra, Indonesië. Halongonan telt 46 inwoners (volkstelling 2010).